# Långholmen (vid Attu, Pargas)
Långholmen är en ö i Finland. Den ligger i Skärgårdshavet och i kommunen Pargas i landskapet Egentliga Finland, i den sydvästra delen av landet. Ön ligger omkring 28 kilometer söder om Åbo och omkring 150 kilometer väster om Helsingfors.
Öns area är 23,6 hektar och dess största längd är 1,1 kilometer i sydväst-nordöstlig riktning. Ön höjer sig omkring 20 meter över havsytan. I omgivningarna runt Långholmen växer i huvudsak barrskog.